# Авторевю
«Авторевю́»  — російське автомобільне видання. Формально Авторевю — газета, в якій відображено назву компанії ТОВ «Газета Авторевю».
Видання виходить з 1990 року. Тираж  — 180—250 тисяч примірників, періодичність  — двічі на місяць, обсяг  — від 80 до 160 сторінок формату 260 × 337 мм.
Перший номер Авторевю був видрукуваний в друкарні Липецького обкому КПРС. Згодом газета друкувалася в друкарні видавництва «Правда». Зараз Авторевю друкується в Фінляндії, в друкарні Helprint OY.
Після переведення друку тиражу в Фінляндії зник один з головних ознак газети  — відсутність скріпок. Видання отримало глянцеві сторінки, скріпки і стало схоже на журнал.
Засновник, власник і головний редактор Авторевю  — Михайло Подорожанський.
Авторевю вважається одним з провідних російських автомобільних видань. Журналісти Авторевю представляють Росію в журі головних міжнародних автомобільних конкурсів:
- European Car of the Year (Михайло Подорожанскій),
- World Car of the Year (Леонід Голованов, раніше і Максим Кадак),
- Engine of the Year (Леонід Голованов, Михайло Подорожанскій)
- Autobest (Максим Кадак)
- Truck of the Year (Федір Лапшин),
- Van of the Year (Федір Лапшин).

Журналісти Авторевю неодноразово удостоювалися престижних російських і міжнародних нагород за внесок у автомобільну журналістику, а саме видання за підсумками 2008 і 2011 років визнано Лідером продажів в категорії «Автомобільні видання» (за версією АРПП — Асоціації розповсюджувачів друкованої продукції: arpp.ru/pressr/262472-lider-prodazh-na-rynke-pechatnyx-smi-v-2011-godu.html докладніше [Архівовано 20 жовтня 2007 у Wayback Machine.]).
Авторевю веде ряд унікальних проектів: порівняльні тести автомобілів на базі полігону НІЦИАМТ [Архівовано 13 травня 2022 у Wayback Machine.] і власна серія краш-тест ів автомобілів [http:/ / www.autoreview.ru/arcap/ ARCAP] за методикою EuroNCAP. Авторевю проводить власні =% C1% EE% EB% FC% F8% EE% E9 +% E2% FB% E5% E7% E4 & t = full & show = article експедиції [Архівовано 16 листопада 2017 у Wayback Machine.] (на Алтай, до Аральського моря, до Грузії, Нар'ян-Мар, Сургут і Новий Уренгой), тести дитячих сидінь, палива, шин і різних автомобільних аксесуарів.
На Першому каналі російського телебачення виходила телевізійна програма «Подорожник».
Крім газети Авторевю, у видання існують:
- Журнал «Автоспорт», що випускався з січня 2000 по вересень 2008 року й розповідав про події у світі автоспорту. Шеф-редакторами були Рустам Акініязов (2000—2006 рр..) і Вадим Овсянкін (2006—2008 рр.). Нині журнал «Автоспорт» закрито. Формально вважається, що він перетворений в однойменну рубрику Авторевю, проте вона існувала в газеті і до закриття «Автоспорту». Редактор рубрики  — Микита Гудков.
- Журнал «Авторевю України», який являв собою російський випуск Авторевю, доповнений матеріалами журналістів української редакції Авторевю в Києві. Розповсюджувався тільки на території Україна. Редактор   — Максим Кадаков.
- Рубрика «Вантажівки і автобуси». Редактор  — Федір Лапшин.
- Музей екіпажів та автомобілів, розташований на території московського парку Кузьминки. У музеї представлені унікальні автомобілі, відреставровані в музеї. Є експозиція автомобілів після краш-тестів, проведених виданням. З жовтня 2009 року музей закритий на реекспозиції.
- Технічний центр, розташований на території Дмитрівської автополігону (НІЦИАМТ). Технічний директор  — Іван Шадричев, адміністратор  — Наталія Шевцова.